# تشارلز سميث (لاعب كريكت)
تشارلز سميث (بالإنجليزية: Charles Smith)‏ (31 أغسطس 1838 في المملكة المتحدة - 12 مارس 1909) هو لاعب كريكت بريطاني (وحمل سابقاً جنسية المملكة المتحدة لبريطانيا العظمى وأيرلندا). لعب مع نادي مقاطعة ساسكس للكركيت ‏.